# Маркін Олександр Андрійович
Олександр Андрійович Маркін (рос. Александр Андреевич Маркин, 10 жовтня 1949, Магнітогорськ — 2 вересня 1996, Санкт-Петербург) — радянський футболіст, нападник. Майстер спорту (1976).

## Біографія
Народився в Магнітогорську, армійську службу проходив в складі хабаровського СКА з другої групи «А» в 1968—1970 роках. Наступні чотири сезони відіграв у складі пермської «Зірки», став кращим бомбардиром першої ліги у 1974 році. Після того, як клуб очолив колишній півзахисник «Зеніту» Микола Самарін, перейшов у ленінградський клуб. У складі «Зеніту» Маркін за три роки забив 26 голів у 68 матчах. В осінньому чемпіонаті 1976 року, забивши 13 голів в 15 матчах, став вперше в історії «Зеніту» кращим бомбардиром чемпіонату, також став єдиним в історії клубу гравцем, який забив 4 м'ячі в одній грі. За підсумками сезону Маркін зайняв 4 місце в номінації «Кращий футболіст року» після Астаповського, Кіпіані та Блохіна, значився під № 2 у списку 33 кращих футболістів сезону.
Однак незважаючи на ці досягнення, Маркін не запрошувався до збірної СРСР, оскільки Лобановський, що її тренував, був одночасно і тренером київського «Динамо» і розглядав свій клуб як базовий. Цей факт, а також житлові та сімейні негаразди призвели до того, що Маркін став порушувати режим, втратив місце в складі і восени 1977 року був відрахований з команди. Наступні два сезони грав у ростовському СКА, після чого завершив кар'єру.
Повернувшись до Ленінграда, закінчив Інститут радянської торгівлі. Працював директором вагона-ресторану. 2 вересня 1996 року загинув в результаті пожежі у власній квартирі, не зумівши вибратися з неї, так як перебував у нетверезому стані.
Свого сина Едуарда назвав в честь Е. Стрєльцова.

## Досягнення
- Найкращий бомбардир чемпіонату СРСР: 1976 (осінь) (13 голів)